# П'ять груп родичів
П'ять груп родичів (кит.: 五等親屬, 五等親制; яп. ごとうしんぞく) — одна з систем сімейної ієрархії та визначення кровних стосунків в Східній Азії 8 — 19 століть, зокрема в Китаї, Кореї і Японії.

## Короткі відомості
- Перша група родичів (一等親)
  - Батько (父)
  - Мати (母)
  - Названий батько (養父) — батько стосовно дитини або дітей, з якими він не має кровного зв'язку, але яких прийняв до своєї сім'ї на правах повноправних членів.
  - Названа мати (養母) — мати стосовно дитини або дітей, з якими вона не має кровного зв'язку, але яких прийняла до своєї сім'ї на правах повноправних членів.
  - Син (дочка) (子)
  - Прибраний син (дочка) (養子) — дитина, яка не має кровного зв'язку з батьками, але була прийнята до їхньої сім'ї на правах повноправного члена.

- Друга група родичів (二等親)
  - Дід по батьківській лінії(祖父) — батько батька.
  - Баба по батьківській лінії (祖母) — мати батька.
  - Старша мачуха (嫡母) — головна дружина батька стосовно його інших дітей, з якою вони не мають кровного зв'язку і яка народила батьку первістка.
  - Мачуха (継母) — дружина батька стосовно його дитини або дітей, з якою вони не мають кровного зв'язку.
  - Старший дядько по батьківській лінії (伯父) — старший брат батька чи матері.
  - Молодший дядько по батьківській лінії (叔父) — молодший брат батька чи матері.
  - Тітка (姑) — сестра батька[1].
  - Старший брат (兄)
  - Молодший брат (弟)
  - Старша сестра (姉)
  - Молодша сестра (妹)
  - Свекор (夫父) — батько чоловіка.
  - Свекруха (夫母) — мати чоловіка.
  - Дружина (妻)
  - Наложниця (妾)
  - Племінник (племінниця) (甥) — діти братів батька.
  - Онук (онучка) (孫) — дитина сина.
  - Невістка (子婦) — жінка стосовно рідних її чоловіка.

- Третя група родичів (三等親)
  - Прадід (曾祖父) — батько діда, дід батька.
  - Прабаба (曾祖母) — мати діда, баба батька.
  - Старша двоюрідна тітка (伯母) — дружина старшого дядька по батьківській лінії.
  - Молодша двоюрідна тітка (叔母) — дружина молодшого дядька по батьківській лінії.
  - Двоюрідний племінник (племінниця) (夫甥) — племінники чоловіка.
  - Двоюрідні брати і сестри по батьковій лінії (従父兄弟姉妹)
  - Зведені брати і сестри від нерідного батька (異父兄弟姉妹)
  - Дід чоловіка (夫祖父)
  - Баба чоловіка (夫祖母)
  - Дядьки чоловіка і сестра свекра (夫伯叔)
  - Сестра свекра (夫姑)
  - Вітчим (継父) — чоловік матері стосовно її дитини або дітей, з яким вони не мають кровного зв'язку.
  - Дружина племінника (甥婦)

- Четверта група родичів (四等親)
  - Прапрадід (高祖父) — батько прадіда чи прабаби.
  - Прапрабаба (高祖母) — мати прадіда чи прабаби.
  - Двоюрідні брати і сестри прадіда (従祖父兄弟姉妹)
  - Двоюрідні брати і сестри прадядьків (従祖伯叔父兄弟姉妹)
  - Брати і сестри чоловіка (夫兄弟姉妹)
  - Дружини і наложниці братів (兄弟之妻妾)
  - Троюрідні брати і сестри по батьковій лінії (再父兄弟姉妹)
  - Дід по материнській лінії (外祖父)
  - Баба по материнській лінії (外祖母)
  - Дядько по материнській лінії (舅) — батько дружини.
  - Тітка по материнській лінії (姨) — мати дружини.
  - Онуки братів і сестер (兄弟姉妹之孫)
  - Діти двоюрідних братів по батьковій лінії (従父兄弟之孫)
  - Племінник (племінниця) (外甥) — діти сестер[2].
  - Правнук (曾孫)
  - Дружина онука (孫婦)

- П'ята група родичів (五等親)
  - Батьки дружин і наложниць батька (妻妾之父母)
  - Діти тіток батьківської лінії (姑子) — діти сестер рідного батька.
  - Діти дядьків і тіток материнської лінії  (舅姨之子) — діти братів і сестер рідної матері.
  - Праправнук (玄孫)
  - Онуки і правнуки по лінії дочки (外孫) — нащадки дочки.
  - Чоловік дочки (聟)

## Таблиця
Групи
- Перша група родичів (一等親)
- Друга група родичів (二等親)
- Третя група родичів (三等親)
- Четверта група родичів (四等親)
- П'ята група родичів (五等親)

Не родичі
- Чоловіки — ▽
- Жінки — ○